# Wyartita
La wyartita és un mineral de la classe dels carbonats. Rep el seu nom de Jean Wyart (1902-1992), professor de mineralogia de la Sorbona, París, França.

## Característiques
La wyartita és un carbonat de fórmula química CaU5+(UO₂)₂(CO₃)O₄(OH)·7H₂O. La wyartita és única en tractar-se de l'únic mineral amb urani pentavalent, més un sisè una forma de grup uranil (UO₂). Cristal·litza en el sistema ortoròmbic, i es troba en forma de petits cristalls amb (001) predominant, estriats, i (110). La seva duresa a l'escala de Mohs es troba entre 3 i 4.
Segons la classificació de Nickel-Strunz, la wyartita pertany a «05.EA - Uranil carbonats, UO₂:CO₃ > 1:1» juntament amb els següents minerals: UM1997-24-CO:CaCuHU, urancalcarita, oswaldpeetersita, roubaultita, kamotoïta-(Y) i sharpita.

## Formació i jaciments
Va ser descoberta l'any 1959 a la mina Shinkolobwe, a Katanga, a la República Democràtica del Congo. També ha estat descrita a les mines de Kakadu, al Territori del Nord (Austràlia), a Saint-Priest-la-Prugne (Alvèrnia - Roine-Alps, França) i a Sultani, a Jordània.